# Olearia angulata
Olearia angulata là một loài thực vật có hoa thuộc họ Asteraceae.
Loài này chỉ có ở New Zealand.